# مجلس النواب البحريني 2006
مجلس النواب البحريني 2006 (الفصل التشريعي الثاني) من 15 ديسمبر 2006 حتى 14 ديسمبر 2010 , أجريت انتخابات المجلس على جولتين الجولة الأولى في يوم السبت 25 نوفمبر 2006 وجولة الإعادة في يوم السبت 2 ديسمبر 2006 في الدوائر الانتخابية التي لم يحسم فيها الفائزين لعدم تحقق الأغلبية المطلقة للأصوات , وترأس المجلس خليفة أحمد الظهراني والذي تولى الرئاسة منذ 14 ديسمبر 2002.

## انتخابات مجلس النواب
في 28 سبتمبر 2006 أصدر صاحب الجلالة الملك حمد بن عيسى آل خليفة ملك مملكة البحرين أمراً ملكي بتحديد يوم السبت 25 نوفمبر 2006 موعداً للانتخابات وكما حدد الأمر الملكي يوم السبت 2 ديسمبر 2006 موعداً لإعادة الانتخاب في حال عدم التمكن من حسم الفائزين لعدم تحقق الأغلبية المطلقة للأصوات في الجولة الأولى للانتخابات وكما نص الأمر الملكي على فتح باب الترشح للانتخابات خلال الفترة 12 - 16 أكتوبر 2006 
وفي يوم السبت 25 نوفمبر 2006 أجريت الجولة الأولى للانتخابات
وأجريت جولة الإعادة في يوم السبت 2 ديسمبر 2006 وأجريت بين بين المرشحين الحاصلين على المركز الأول والثاني في الدوائر الانتخابية التي لم يحسم فيها الفائزين في الجولة الأولى.

## أعضاء مجلس النواب
| أسم العضو            | الدائرة الأنتخابية | المحافظة | الحزب                        |
| -------------------- | ------------------ | -------- | ---------------------------- |
| عادل العسومي         | الأولى             | العاصمة  |                              |
| خليل المرزوق         | الثانية            | العاصمة  | جمعية الوفاق                 |
| الشيخ جاسم المؤمن    | الثالثة            | العاصمة  | جمعية الوفاق                 |
| عبدالجليل خليل       | الرابعة            | العاصمة  | جمعية الوفاق                 |
| محمد المزعل          | الخامسة            | العاصمة  | جمعية الوفاق                 |
| عبدالرحمان بومجيد    | السادسة            | العاصمة  |                              |
| عبدالعزيز أبل        | السابعة            | العاصمة  |                              |
| السيد جميل كاظم      | الثامنة            | العاصمة  | جمعية الوافق                 |
| الشيخ عادل المعاودة  | الأولى             | المحرق   | جمعية الأصالة                |
| أبراهيم بوصندل       | الثانية            | المحرق   |                              |
| علي أحمد             | الثالثة            | المحرق   |                              |
| عيسى أبو الفتح       | الرابعة            | المحرق   |                              |
| سامي قمبر            | الخامسة            | المحرق   |                              |
| الشيخ حمزة الديري    | السادسة            | المحرق   | جمعية الوفاق                 |
| ناصر الفضالة         | السابعة            | المحرق   |                              |
| غانم البوعينين       | الثامنة            | المحرق   |                              |
| الشيخ علي سلمان      | الأولى             | الشمالية | جمعية الوافق                 |
| مكي هلال             | الثانية            | الشمالية | جمعية الوافق                 |
| عبدالحسين المتغوي    | الثالثة            | الشمالية | جمعية الوافق                 |
| حسن الدوسري          | الرابعة            | الشمالية |                              |
| محمد الجمري          | الخامسة            | الشمالية | جمعية الوفاق                 |
| الشيخ محمد خالد      | السادسة            | الشمالية | جمعية المنبر الوطني الأسلامي |
| جاسم حسين            | السابعة            | الشمالية | جمعية الوفاق                 |
| جواد فيروز           | الثامنة            | الشمالية | جمعية الوفاق                 |
| الشيخ حسن سلطان      | التاسعة            | الشمالية | جمعية الوفاق                 |
| جلال فيروز           | الأولى             | الوسطى   | جمعية الوفاق                 |
| السيد عبدالله العالي | الثانية            | الوسطى   | جمعية الوفاق                 |
| أبراهيم الحادي       | الثالثة            | الوسطى   |                              |
| صلاح علي             | الرابعة            | الوسطى   |                              |
| عبدعلي محمد          | الخامسة            | الوسطى   | جمعية الوفاق                 |
| السيد حيدر الستري    | السادسة            | الوسطى   | جمعية الوفاق                 |
| الشيخ عبدالحليم مراد | السابعة            | الوسطى   | جمعية الأصالة                |
| عبداللطيف الشيخ      | الثامنة            | الوسطى   |                              |
| خليفة الظهراني       | التاسعة            | الوسطى   |                              |
| الشيخ جاسم السعيدي   | الأولى             | الجنوبية |                              |
| حمد المهندي          | الثانية            | الجنوبية |                              |
| سامي البحيري         | الثالثة            | الجنوبية |                              |
| عبدالله الدوسري      | الرابعة            | الجنوبية |                              |
| خميس الرميحي         | الخامسة            | الجنوبية |                              |
| لطيفة القعود         | السادسة            | الجنوبية |                              |

## الجلسة الأولى
عقد مجلس النواب جلسته الأولى لدور الأنعقاد الأول في يوم الثلاثاء 19 ديسمبر 2006 وذالك بعد أن تفضل صاحب الجلالة الملك حمد بن عيسى آل خليفة ملك البحرين في يوم الجمعة 15 ديسمبر 2006 بأفتتاح دور الأنعقاد الأول من الفصل التشريعي الثاني لمجلسي الشورى والنواب 
وخلال الجلسة أدى أعضاء المجلس اليمين الدستورية وكما تم تزكية خليفة أحمد الظهراني رئيساً لمجلس النواب وغانم فضل البوعينين نائبا أول للرئيس وصلاح علي محمد نائبا ثانياً للرئيس.

## أدوار الانعقاد

### قائمة أدوار انعقاد مجلس النواب البحريني 2006
| دور الانعقاد               | بداية الفترة   | نهاية الفترة |
| -------------------------- | -------------- | ------------ |
| دور الانعقاد العادي الأول  | 15 ديسمبر 2006 | 30 مايو 2007 |
| دور الانعقاد العادي الثاني | 17 أكتوبر 2007 | 16 مايو 2008 |
| دور الانعقاد العادي الثالث | 19 أكتوبر 2008 | 28 مايو 2009 |
| دور الانعقاد العادي الرابع | 11 أكتوبر 2009 | 10 مايو 2010 |